# 萨默塞特公爵埃德蒙·都铎
萨默塞特公爵埃德蒙·都铎（Edmund Tudor, Duke of Somerset；1499年2月2日—1500年6月19日）是英格兰国王亨利七世和王后约克的伊丽莎白的第六个孩子。
埃德蒙的兄姊（按出生顺序）为威尔士亲王亚瑟、苏格兰王后玛格丽特·都铎、英格兰国王亨利八世、伊丽莎白以及法兰西王后玛丽。他唯一的妹妹是凯瑟琳。他甫出生便拥有萨默塞特公爵头衔，尽管从未正式受封。他在2月24日被命名。1499年夏，伊拉斯谟和托马斯·莫尔参观了他们的王室园圃，他的兄姊玛格丽特、亨利和玛丽给了他礼物，那时他才数月大。

## 逝世及安葬
他在生命的第十五个月时逝世，死因不明，随后被葬在了威斯敏斯特教堂。第三代白金汉公爵爱德华·斯达福德主持了小王子的葬礼。